# 粵華中學
粵華中學（葡萄牙語：Colégio Yuet Wah），為澳門其中一所歷史悠久的中學，分為粵華中文中學及粵華英文中學。學校位於得勝馬路，現由天主教的鮑思高慈幼會辦學。由2001年學年起，粵華中學和陳瑞祺永援分校以及鮑思高粵華小學三所學校由幼稚園到小學及到中學的一條龍互屬關係。

## 歷史

### 創校時期

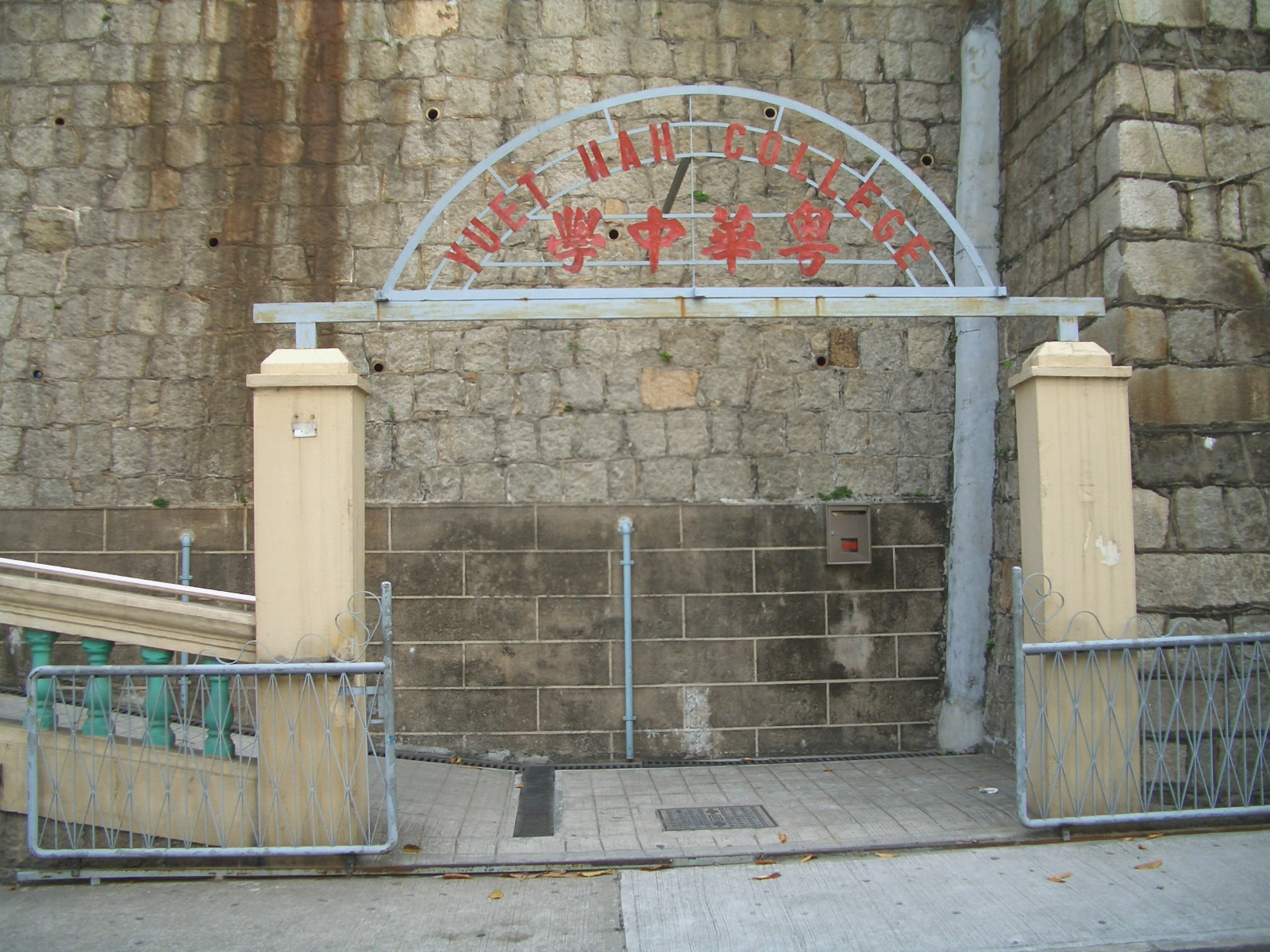
學校的舊正門

粵華中學於1925年由譚綺文在廣州市創立，當時是一所基督新教學校（現今已改為天主教學校）；後來因為廣州時局動盪，兩位決定於1928年將粵華中學遷往澳門繼續辦學；至1929年，第一屆初中畢業生畢業。直至1933年，由於學校的課室不足夠利用，得到澳葡政府撥贈以及澳門各界的捐助，在松山得勝馬路的一幅的土地興建校舍，並於翌年落成啟用。1935年，得到廣東省教育廳批准立案，定名為「澳門私立粵華中學」。先辦高中一年級，其後按年遞增一學級，至一九四一年，已有第一屆高中畢業生，粵華中學自此成為一所完全中學。

### 擴建時代
1942年4月因為太平洋戰爭爆發，學校的經濟深受到影響。廖奉基及譚綺文不想停止辦學，最終經由慈幼會的陳基慈神父代表總會長畢少懷神父接管校務；自此以後，粵華中學由鮑思高慈幼會繼續辦學的工作。同年6月，第二屆高中畢業生舉行畢業典禮，也是在澳門繼慈幼中學之後的其中一所歷史悠久的高中學校。其後，慈幼會收購位於消防隊巷的青雲小學舊址改建為「粵華分校」；招收初小男、女生，並附設幼稚園。

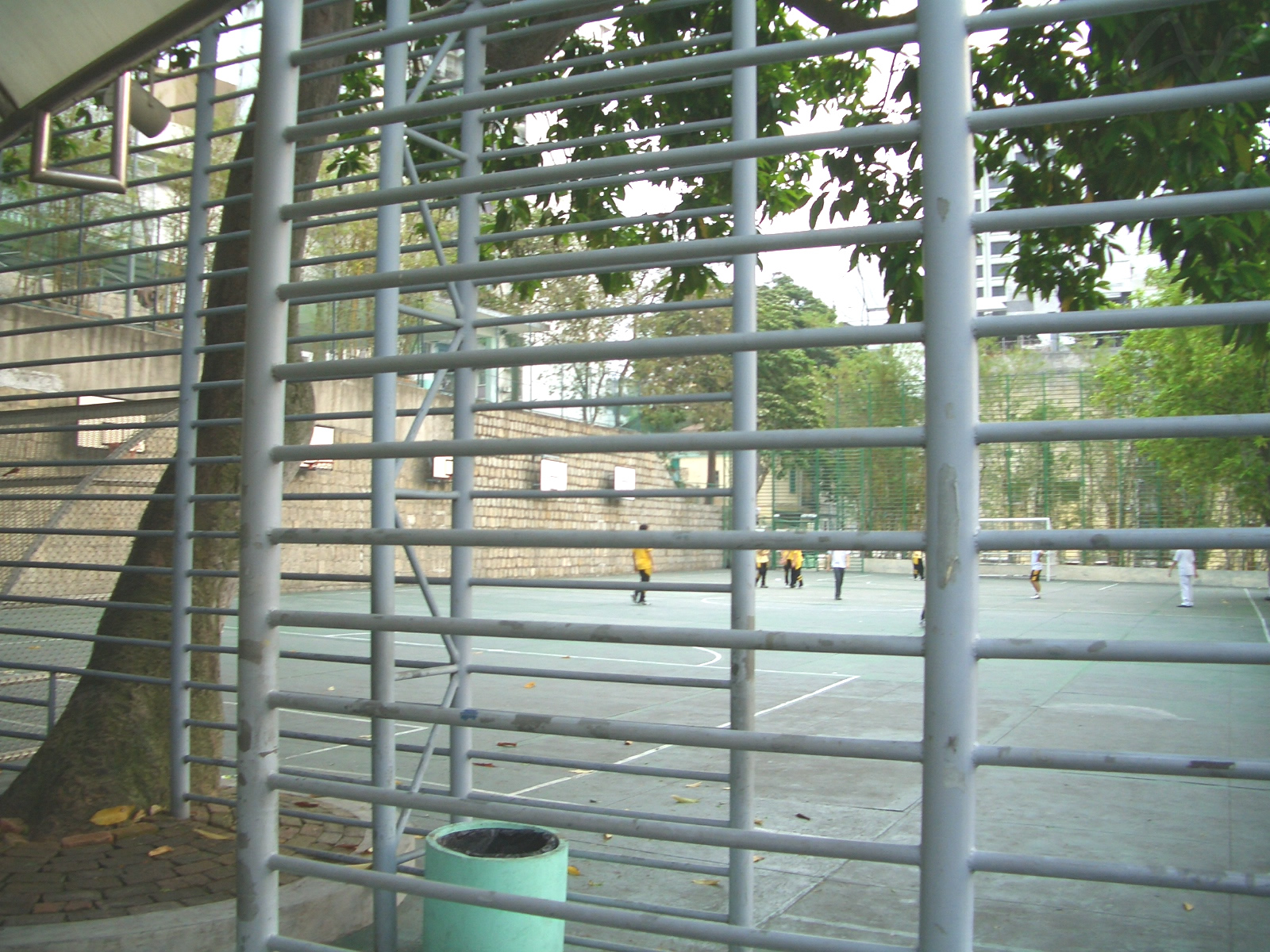
校園內的大足球場

1944年：因為培貞女子中學未能夠在廣東省教育廳立案，該校怕會影響該校學生的升學問題，經粵華中學校方的同意後，把其名易名為「粵華中學女子部」。

### 開展多元發展
1947年學年舉辦第一屆陸運會、成立童子軍團（於1986年改編，編入澳門童軍之內，為澳門童軍第十二旅）。

### 開設英中
1948年，粵華中學開辦英文部，即粵華英文中學。1949年學年，粵華英文中學遷往位於美副將馬路的新校舍課。1954年6月，該屆畢業生第一次參加英國倫敦大學普通教育文憑（GCE）（香港區）考試成績優良，得到澳門各界好評，也奠定了粵華中學在澳門的英文中學良好地位。

### 校園規劃期

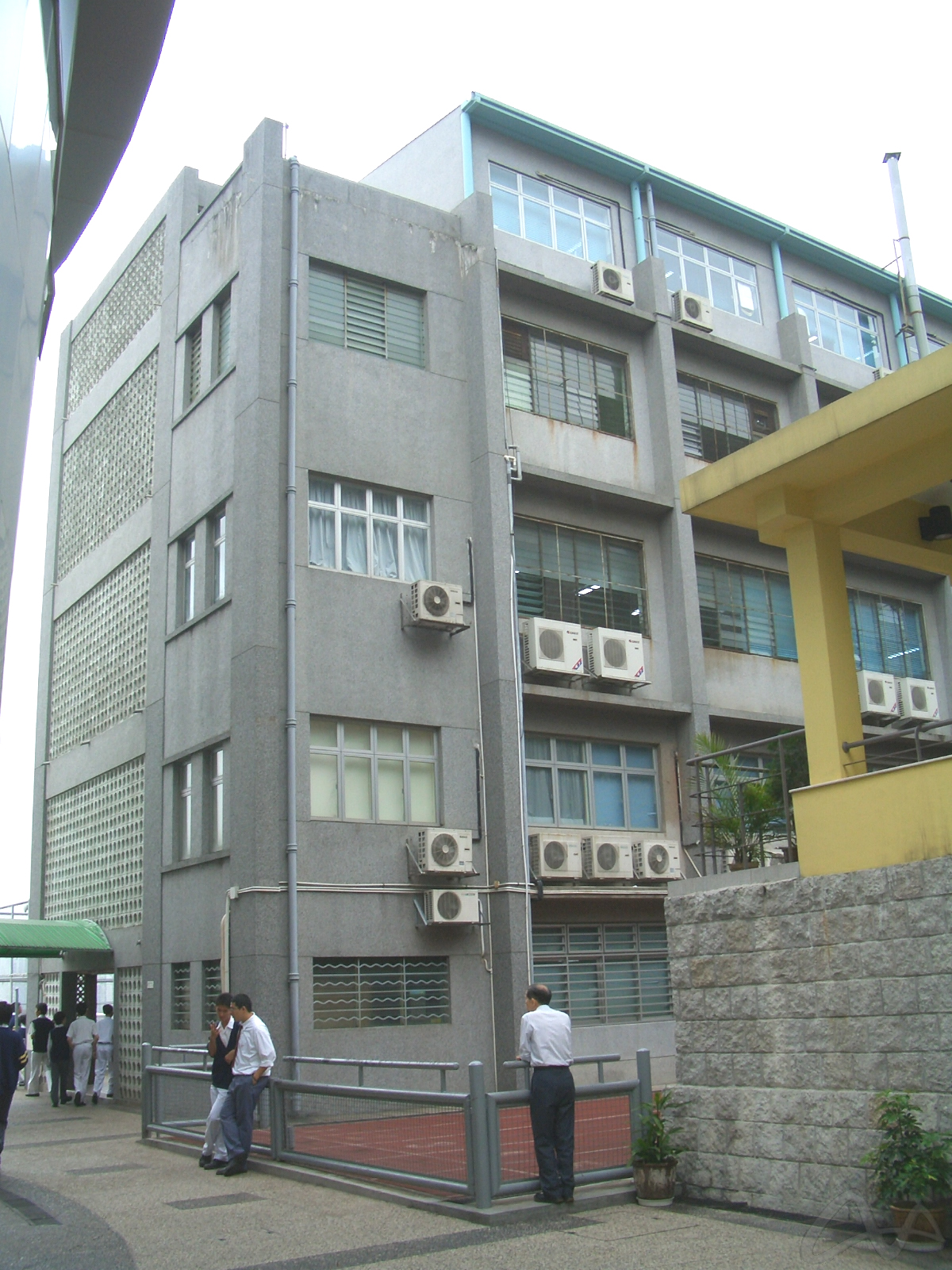
鳴道樓

1954年，粵華中學開始改善學校環境以及相關的設施，也為了紀念慈幼會首位總會長徐在德（譯名）視察學校，特別興建一座長型、兩間相連的房舍。1957年，粵華中學以混凝土興建一座可以容納1,500人的大看台、成立曉明社，以校方和教職員之間的合作共同策劃學校的發展。
1963年，粵華中學把校園內的天主教聖堂改建為一座可以容納700多人的天主教聖堂，名為聖加俾額爾小堂。1968年，粵華中學把小學部校舍改建為一座三層樓高的建築物，並命名為「鳴道樓」。1971年：粵華中學校友會正式成立，以促進校友及其母校之間的聯繫；
1973年：慈幼會及嘉諾撒修女會發表聯會宣布，把粵華中學女子部脫離粵華中學，並易名為嘉諾撒聖心女子中學。

### 成熟發展期

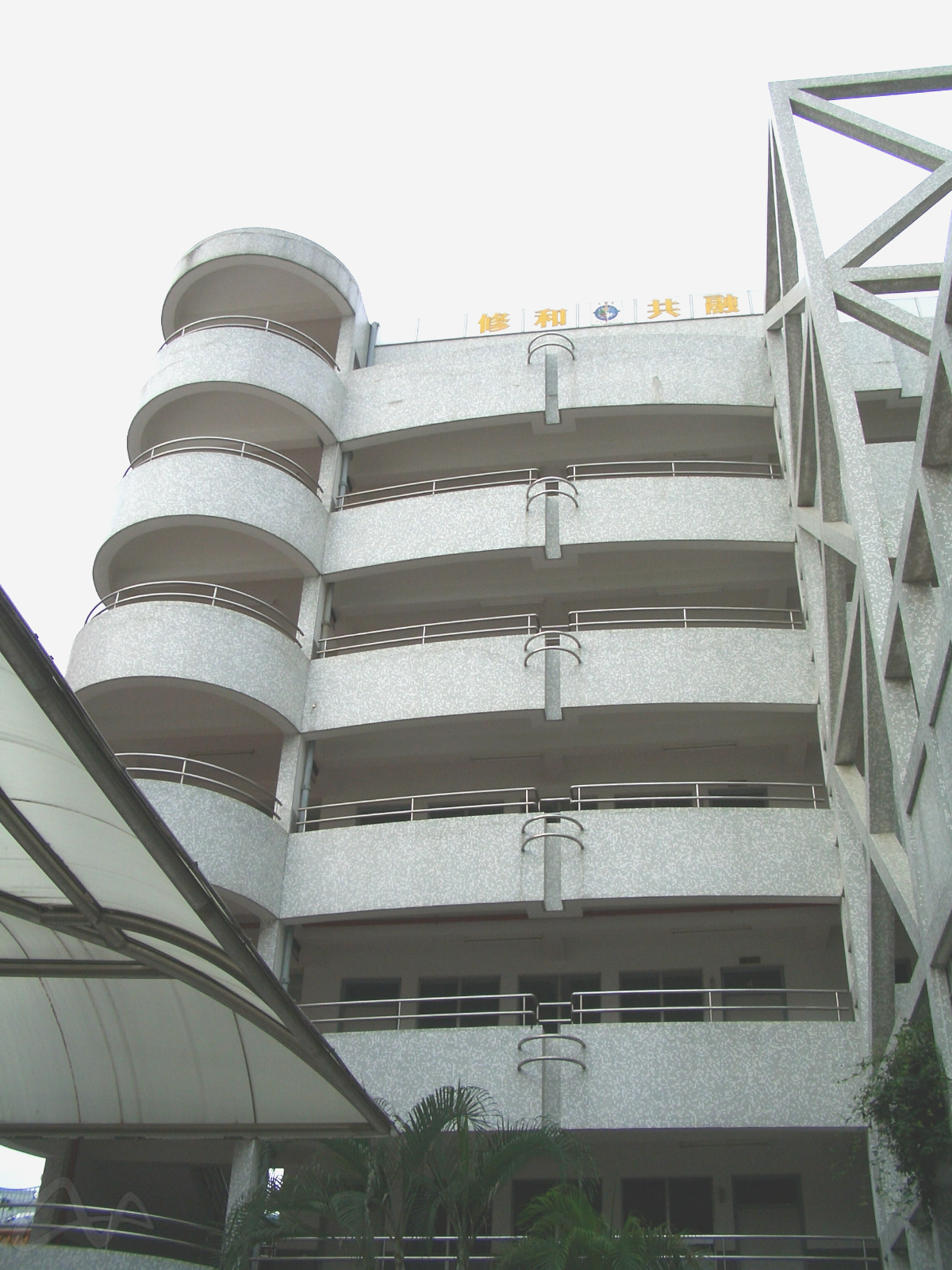
納德樓

1974年，粵華中學充實了學校的圖書以及實驗室的設備；同年成為英國倫敦大學普通教育文憑試（GCE）（澳門區）考試中心。1981年學年起，粵華中學為了改善學生的程度及學制的問題，把粵華中文中學（即中文部）分為文、理組，並開設視聽室、電腦室，以配合多元教學的方針，其後也陸續為課室增設冷氣系統。

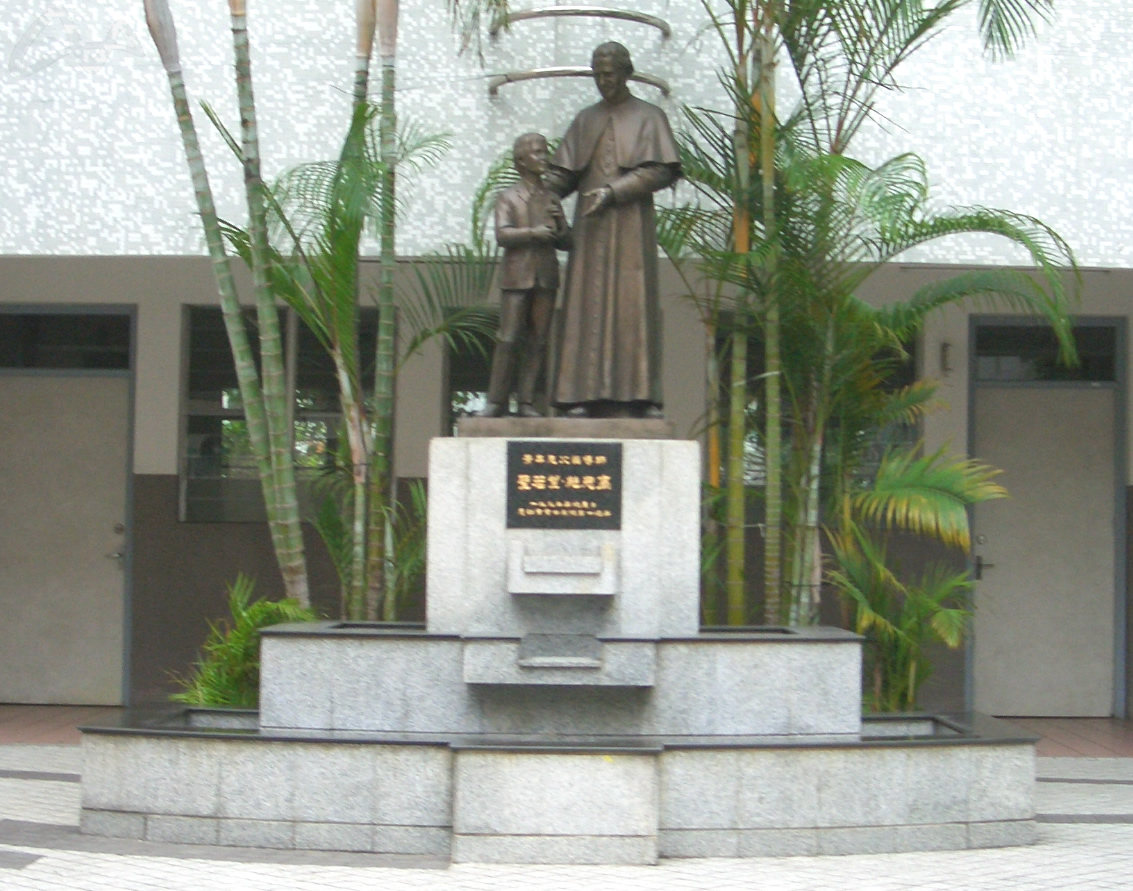
納德樓B2層的聖鮑思高像

1988年2月，粵華中學教職員聯誼會成立，促進教職員之間的聯繫。1989年開始興建一幢高6層、22間課室及7間特別室的新校舍；1991年5月4日為新校舍舉行啟用典禮，並命名為「納德樓」。同年9月，粵華分校易名為陳瑞祺永援中學分校，並交於母佑會修女管理校務繼續辦學。1993年4月24日，校內一間教室內土制炸彈爆炸，事件中無人受傷。
1994年學年，粵華中學學生會成立，不幸曾經中途遭校方解散。但之後經學生和老師的極力支持下,學生會於2006年重新設成,並傳承至今。
1995年6月10日，獲澳葡政府頒授文化功績勳章。同年9月，粵華中學為了回應女生攻讀理科的需求，粵華英文中學（又稱英文部）開始招收中六女生就讀；另外為配合校務，增設副校長兩名，另設五位主任分別負責學生學業、訓導、紀律、體育及文娛活動。同年10月成立家長教師會。

### 千禧資訊時代
2000年學年，為了配合粵華中學的教學發展，粵華中學的小學部與當時由慈幼會中華會省辦中文部的鮑思高學校合併，並易名為鮑思高粵華小學；翌年學年，鮑思高粵華小學幼稚園和陳瑞琪永援分校合併，兩校的幼稚園在陳瑞祺永援分校上課，而初小則遷往鮑思高粵華小學繼續就讀，令粵華中學從此成為澳門唯一一所完全中、英文中學之外，而且成為三所學校結成由幼稚園到小學及到中學的一條龍互屬關係。
除此之外，在2000年，為慶祝建校75周年以及千禧年，於10月30日動土奠基，拆卸舊日的大看台並重建成一座高四層的橢圓形多用途建築物；翌年5月4日，該建築物落成啟用，命名為千禧綜合館及進行開幕儀式表演，隨後由澳門行政長官何厚鏵及天主教澳門教區林家駿主教主持揭碑儀式。另外，2001年學年開始校園廣播，2004年而已則被校方終止。

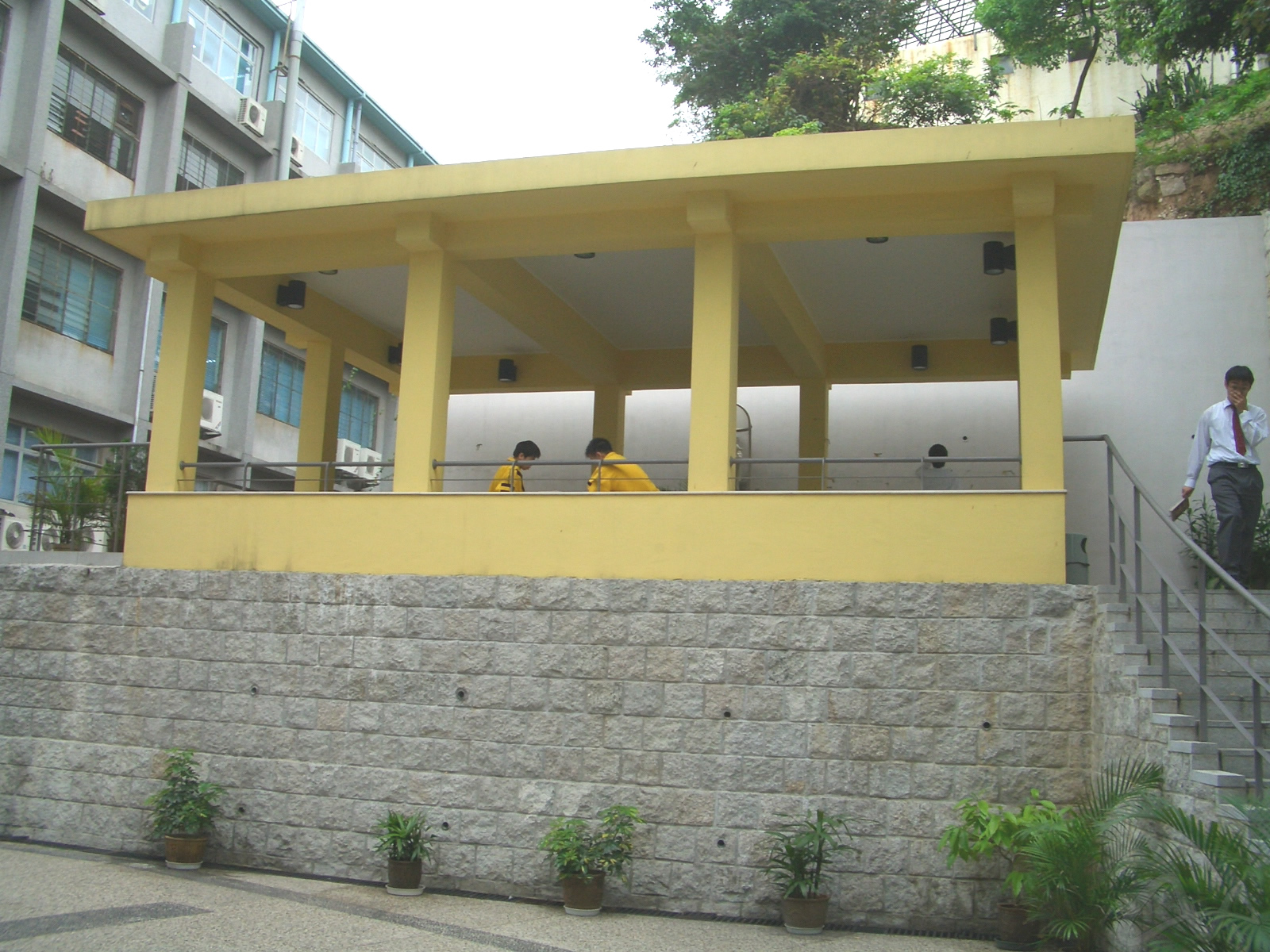
聖母亭

2002年學年配合電腦資訊，開展了資訊教學，同時在每一個課室增設相關設備，包投投影器、投影幕、內聯網設備等，而教師也大多配置手提電腦，而位於千禧綜合館二樓的教員室辦公桌上全部配置上網接口，為粵華中學教學進入一個新的里程碑。2003年學年開設校監一職，以配合慈幼會辦學的要求。
2004年5月2日，慈幼會總會長代表到學校視察，並為在千禧綜合館第二層左側和鳴道樓的後面的「聖母亭」進行啟用及降福儀式；聖母亭的地方雖然不算太大，但也為粵華中學的師生（特別是有宗教信仰的師生）在每年的5月（花地瑪聖母月）和10月（路德聖母月）集禱玫瑰經提供了有一個永久的好場所。

### 晉重建時代

粵華中學創校櫟屬紀念的圖標

2005年，粵華中學第二次大規模改善圖書館及實驗室、電腦室的設備，圖書館則採用電子化服務，而電腦室也在鳴道樓一樓兩個課室增至全層電腦課室及多功能的媒體室。另外，學校也作大規模的改建，包括拆卸於1934年的明我樓及行政樓及擴建足球場。2月聯同慈幼中學等慈幼會及母佑會學校舉行「慈幼會來華百週年感恩祭」。同年12月8日，粵華中學慶祝創校櫟屬紀念；當日也聯同慈幼中學（創校百週年校慶紀念）等慈幼會、母佑會在香港、澳門的學校、機構共同慶祝慈幼會會士來華100週年的日子。
2006年6月15日，舉行明我樓重建動土禮；明我樓是一個以「T」字型，一座8層樓、24間課室、圖書館、課外活動室等多用途教學大樓的校舍；明我樓已於2008年8月竣工，同年12月8日由澳門行政長官何厚鏵主持揭幕啟用。

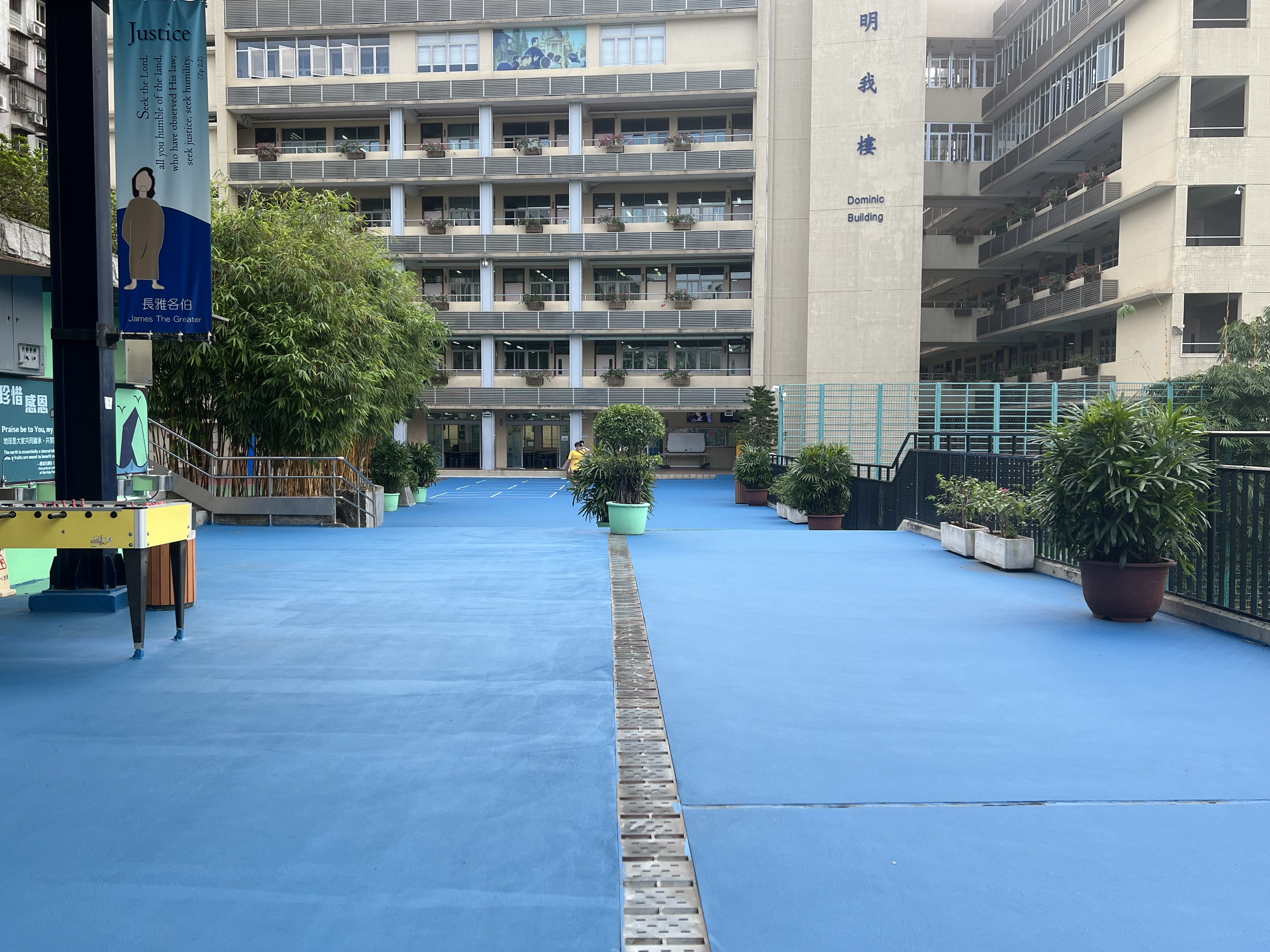
明我樓是位於粵華中學中的建築物，總共有7樓

### 近年發展
2011年，本校資深教師陳文彬先生，獲校董會委任聘為校長。

2012年，本校接受教青局之「學校綜合評鑑」，多方面工作得到認同，結果令人滿意。

2013年，校方編寫新的三年計劃。主要內容包括：優化教師團體合作效能；促進教師專業成長；提升教學工作質素；加強學生靈、德育方面的培育工作等。

2015年，思高樓神長宿舍改建為新的多功能辦公場所，由慈幼會東亞澳區區長賢明漢神父祝聖。

## 政府立案
粵華中學分「中文部」和「英文部」，亦分別以粵華中文中學及粵華英文中學在教育暨青年局註冊立案，但行政、財政、學術等統一處理，校監、校長亦是由同一人擔任，校服亦相同。

## 學校象徵

### 校徽

校徽

「粵華」就是寓意廣東之花──木棉的意思，因此在校徽的正下中，以一朵木棉花為標誌。紅色十字架表示粵華中學是一所天主教學校，在紅色十字架上有寫上「YW」的英文字樣，是粵華的英文Yuet Wah的簡寫。徽下有一布條，並寫上拉丁文In Virtute Scientia，意即求學首在修德，這正與孔子教訓「德修學講」的意義相切合。

### 校旗

校內採用的的校旗

對外採用的的校旗

粵華中學的校旗有兩種的，分別是為校內及對外的「版本」，但均是黃色作為校旗的底色。
在校內常用的版本由於主要用作於學校的陸運會之上，因此校旗之中採用奧林匹克運動會的會徽——奧運五環，除了希望粵華中學的學生及參加陸運會的運動員抱著奧林匹克精神「更快、更高、更強（Faster, Higher, Stronger）」的寓意之外，也是慈幼會對學生的要求（題外話的是由於校旗底色是黃色，所以奧運五環的黃色環以白色取代了）；在奧林匹克運動會的會徽的上、下方分別以黑色寫著「粵華中學」以及「Yuet Wah College」字樣的學校名稱。
而學校對外採用的校旗則沒有奧林匹克運動會會徽，取而代之的是以銀色（實為灰色）寫有「YW」的大字樣，也是採用了粵華中學校徽的最精簡版本方法。而學校名稱的字樣和校內常用版本的無異，只是中文的「粵華中學」寫在中間，並以紅色寫著。

### 校歌
粵華中學的校歌有中文版及英文版，創校時校歌曲詞由廖榮福校長（資深藝人廖安麗父）創作，慈幼會接手辦學後，由司馬榮神父重新改編旋律，由在該校任教之羅燦坤老師結合原校歌之歌詞及鮑聖精神重新譜詞；英文版舊版歌詞則是法國籍的榮富哲神父所作，而在2002年時該校英國籍前校長華近禮神父為校歌重新譜上新詞，成為現今版本。

## 歷任校監、校長及副校長

### 校監
校監一職於2003學年起增設，目的在於監察學校有否偏離慈幼會辦學方針。
|   | 中文名稱        | 外文名稱                   | 開始擔任日期 | 最後擔任日期 | 備註                                                                                      |
| - | --------------- | -------------------------- | ------------ | ------------ | ----------------------------------------------------------------------------------------- |
| 1 | 梁熾才神父      | Fr. Pedro LEONG, SDB       | 2003年7月1日 | 2004年5月    | 昇任慈幼會中華會省財務長                                                                  |
| 2 | 江志釗神父      | Fr. Denis KONG, SDB        | 2004年6月    | 2010年8月    | 擔任期間兼任宗教德育主任 擔任前至2008年期間同時為鮑小校監                                 |
| 3 | 龐秉輝神父      | Fr. Peter PONG, SDB        | 2010年9月    | 2013年8月    | 擔任期間兼任宗教德育主任                                                                  |
| 4 | 孔智剛神父，OME | Fr. Francis HUNG, SDB，OME | 2013年9月    | 2016年8月    | 擔任期間兼任宗教德育主任 2014年至2015年期間同時為慈幼中學校監                             |
| 5 | 李益僑神父      | Fr. Thomas LEE, SDB        | 2016年9月    | 2018年8月    | 擔任前至卸任後至今同時為鮑小校監 離任校監後繼續為助理校監一職至2021年 2021年9月起轉任顧問 |
| 6 | 孔智剛神父，OME | Fr. Francis HUNG, SDB，OME | 2018年9月    | 2020年8月    | 第二次出任 同時出任慈幼中學校監                                                           |
| 7 | 周伯輝神父      | Fr. Joseph CHOW, SDB       | 2020年9月    | 2021年8月    | 擔任前至2021年期間同時為慈幼中學校長 2021年起出任本校校長                                 |
| 8 | 葉泰浩神父      | Fr. Martin YIP, SDB        | 2021年9月    |              | 同時出任慈幼中學校監兼任宗教德育主任                                                      |

### 校長
|                | 名稱                                                    | 擔任日期 |
| 備註／任內功績 | 名稱                                                    | |
| 1              | 廖奉基女士 Ms. Liao, Feng Ji譚綺文女士 Ms. Tan, Chi Wen | 1925年-1942年 |
| 1              | 廖奉基女士 Ms. Liao, Feng Ji譚綺文女士 Ms. Tan, Chi Wen | • 創校校長 • 校史內沒有提及二人是同時還是分別出任，但部分舊校友曾提及廖奉基女士為校長，譚綺文女士為教務主任 |
| 2              | 廖榮福先生 Mr. Liu, Wing Fook                           | 1942年-1946年 |
| 2              | 廖榮福先生 Mr. Liu, Wing Fook                           | • 陳基慈神父代表慈幼會接辦 • 由蘇冠明神父擔任教導主任 |
| 3              | 鄔德厚神父 Fr. Giovanni BUCHTA, SDB                     | 1946年-1954年 |
| 3              | 鄔德厚神父 Fr. Giovanni BUCHTA, SDB                     | • 積極提倡康樂活動，舉辦陸運會、成立童子軍團 • 推動本校體育訓練，特向意大利購備健身器械 • 創辦英文部，首度參加英國倫敦大學普通教育文憑 • 1972年蒙主寵召 |
| 4              | 恩澤民神父 Fr. Paul JANSSEN, SDB                        | 1954年-1957年 |
| 4              | 恩澤民神父 Fr. Paul JANSSEN, SDB                        | • 增設小學部校舍一座 • 增闢運動場地 • 1990年蒙主寵召 |
| 5              | 查其威神父 Fr. Mario CALVI, SDB                         | 1957年-1963年 |
| 5              | 查其威神父 Fr. Mario CALVI, SDB                         | • 倡議教師組織「曉明社」 • 構建「大看台」落成啟用 • 1972年蒙主寵召 |
| 6              | 余佩麒神父 Fr. Tiberi ERCOLE, SDB                       | 1963年-1968年 |
| 6              | 余佩麒神父 Fr. Tiberi ERCOLE, SDB                       | • 興建新校舍並改建原有聖堂 • 募捐之「聖加俾額爾小堂」落成 • 2004年蒙主寵召 |
| 7              | 鄭海康神父 Fr. Joseph CHENG, SDB                        | 1968年-1971年 |
| 7              | 鄭海康神父 Fr. Joseph CHENG, SDB                        | • 校友 • 改建校舍構築「鳴道樓」 • 編《粵華通訊》報校務與校友近況 • 改革考試制度為三學段制 • 2007年蒙主寵召 |
| 8              | 何廣凌神父，OMB Fr. Pedro HO, SDB，OMB                  | 1971年-1974年 |
| 8              | 何廣凌神父，OMB Fr. Pedro HO, SDB，OMB                  | • 校友 • 成立「粵華中學校友會」 • 將原聖堂下雨天操場擴建為圖書館 • 粵華中學女子部脫離粵華中學，並易名為嘉諾撒聖心女子中學 • 2014年蒙主寵召 |
| 9              | 魯炳義神父 Fr. Luigi RUBINI, SDB                        | 1974年-1981年 |
| 9              | 魯炳義神父 Fr. Luigi RUBINI, SDB                        | • 促使本校成為倫敦大學普通文憑（GCE）入學試考試中心 • 離任後繼續為主任一職至1982年 • 2009年蒙主寵召 |
| 10             | 孔智剛神父，OME Fr. Francis HUNG, SDB，OME              | 1981年-1987年 |
| 10             | 孔智剛神父，OME Fr. Francis HUNG, SDB，OME              | • 設立文理組 • 開設視聽室、電腦室 • 裝置課室空調設備 |
| 11             | 劉戩雄神父 Fr. José LAU, SDB                            | 1987年-1989年 |
| 11             | 劉戩雄神父 Fr. José LAU, SDB                            | • 校友 • 開創成績表電腦化 • 創辦功課輔導班 • 舉辦課餘文娛活動 • 2024年蒙主寵召 |
| 12             | 華近禮神父 Fr. Denis MARTIN, SDB                        | 1989年-1995年 |
| 12             | 華近禮神父 Fr. Denis MARTIN, SDB                        | • 校舍新翼「納德樓」落成啟用 • 粵華分校易名為「陳瑞祺永援中學分校」，並交於母佑會管理校務繼續辦學 • 在任期間，學校獲澳葡政府頒授文化功績勳章 • 離任後繼續為主任一職至2000年 • 在校授教英國文學及英中六英文 • 2006年蒙主寵召 |
| 13             | 梁熾才神父 Fr Pedro LEONG, SDB                          | 1995年-2003年6月 |
| 13             | 梁熾才神父 Fr Pedro LEONG, SDB                          | • 英中六理科班招收女生就讀 • 成立「粵華中學家長教師會」 • 小學部與當時的鮑思高學校合併，並易名為「鮑思高粵華小學」 • 與鮑小幼稚園和陳瑞祺永援分校合併，兩校幼稚園全部遷往永援分校上課 • 由大看台改建之新建築物「千禧綜合館」啟用 • 2000年至2002年期間同時為鮑思高粵華小學校監 • 2003年昇任為校監一職                                          |
| 14             | 孔智剛神父，OME Fr. Francis HUNG, SDB，OME              | 2003年7月-2008年8月 |
| 14             | 孔智剛神父，OME Fr. Francis HUNG, SDB，OME              | • 第二次出任 • 新建「聖母亭」，提供場所為集禱玫瑰經及宗教聚會 • 拆卸原建於1934年的明我樓、行政樓及擴建足球場 • 第二次大規模改善圖書館及實驗室、電腦室的設備 • 復辦「粵華中學學生會」 • 舉行「明我樓」重建動土禮 |
| 15             | 李益僑神父 Fr. Thomas LEE, SDB                          | 2008年9月-2011年8月 |
| 15             | 李益僑神父 Fr. Thomas LEE, SDB                          | • 致力提升學生品德、改善學習風氣 • 英文部改由中四級學生開始參加英國IGCSE考試 • 推動職員校本培訓，提高教學效能 • 邀請香港中文大學優質學校改進計劃團隊為本校工作進行檢視 • 新校舍「明我樓」落成啟用 • 2009年至卸任後至2013年期間同時為鮑思高粵華小學校長                                                                                        |
| 16             | 陳文彬老師 Mr. MAUNG Sein Myint, Michael                | 2011年9月-2021年8月 |
| 16             | 陳文彬老師 Mr. MAUNG Sein Myint, Michael                | • 就任校長前主要授教化學、數學、物理、綜合科學等學科 • 相隔65年，再度為非神職人員擔任校長 • 接受教青局之「學校綜合評鑑」 • 編寫「三年計劃」：優化教師團體合作效能；促進教師專業成長；提升教學工作質素；加強學生靈、德育方面的培育工作等 • 徵得慈幼會同意，讓出思高樓神長宿舍改建為新的多功能辦公場所 • 服務本校39年後榮休，並前往台灣照顧家人 |
| 17             | 周伯輝神父 Fr. Joseph CHOW, SDB                         | 2021年9月- |
| 17             | 周伯輝神父 Fr. Joseph CHOW, SDB                         | • 出任前為本校校監、校牧兼慈幼中學校長 • 2023年簽署《共建中國歷史文化推廣基地協議》，成為澳門大學歷史文化中心「中國歷史文化推廣基地」 |

### 校長助理
- 胡漢賢老師 Mr. VU Hon In, Albert (2007年6月-2014年8月) 2014年獲澳門特區政府頒授教育功績勳章
- 伍助志老師 Mr. Jorge UN SE (2014年9月-) 校友

### 副校長

林文瑞神父(1968年)

- 田永民神父 Fr Jan TIMMERMANS, SDB (1979-1993) 1994年蒙主寵召
- 林文瑞神父 Fr. Ernesto RESCALLI, SDB（1993-2003）1957年便開始在粵華中學服務，逾半世紀，先後擔任監導神父、宗教主任、訓育主任、教導主任等職務，期間亦在數間澳門教會學校擔任神師工作；擔任副院長期間亦兼任宗教德育主任，卸任後仍於校內擔任神師至2011年；2015年蒙主寵召
- 梁幹潮神父 Fr. Paul LEUNG, SDB (1995年9月-2000年5月) 被派往蒙古傳教
- 馮天駿神父 Fr. Bosco FUNG, SDB (1995年9月-2000年5月) 校友；2024年蒙主寵召
- 李益僑神父 Fr. Thomas LEE, SDB (2007年6月-2008年8月) 2008年9月接任校長
- 陳文彬老師 Mr. MAUNG Sein Myint, Michael (2009年9月-2011年8月) 2011年9月接任校長
- 伍助志老師 Mr. Jorge UN SE (2009年9月-2014年8月) 校友；2014年9月轉任校長助理
- 黃建民老師 Mr. WONG Kin Man, Jammy (2011年9月-2020年8月) 校友；獲澳門教區委任為聖若瑟教區中學第五校校長
- 曾一愷老師 Mr. CHANG Iat Hoi (2011年9月-) 校友
- 龔抗行老師 Mrs. KONG Kong Hang (2014年9月-)
- 吳庭廣老師 Mr. NG Teng Kuong (2021年9月-) 校友；亦為澳門特區教育委員會委員[4]

## 慶典
粵華中學在每個學年都會舉行一些慶典（慶祝會），這些慶祝會主要慶祝一些天主教節慶，每個慶典都會有特定主題和教學意義，同時亦是對學生進行修身和品德教育的機會。除宗教儀式外，慶典的後半部是由高中學生在教師的指導下策劃的。每個學年定期舉行的慶典的主題如下：
- 12月8日：聖母無原罪瞻禮暨學校校慶
- 12月19日：聖誕節
- 1月31日：會祖聖若望鮑思高瞻禮
- 3月19日：聖若瑟瞻禮暨感恩節
- 5月24日：聖母進教之佑瞻禮

### 教學主題
- 啓靈承聖 修己共融（2009-2010）
- 樂與主行 活出豐盛（2010-2011）
- 生命天賦 善盡本分（2011-2012）
- 恭敬有禮 成己達人（2012-2013）
- 關愛共融 自強不息（2013-2014）
- 心懷喜樂 攜手同行（2014-2015）
- 承先啟後 喜樂其中（2015-2016）
- 潔身守禮 敬主愛人（2016-2017）
- 講信修睦 主內成家（2017-2018）
- 樂傾聽 愛相隨 存仁心 行眞道（2018-2019）
- 懷主愛 修美德 擇善行 成聖人（2019-2020）
- 修德立品 返璞歸真（2020-2021）
- 奮發自強 迎難而上 攜手同行 播種希望（2021-2022）
- 真誠堅毅 用心服務（2022-2023）
- 謙恭勤學 善用天賦 承擔使命 助己助人（2023-2024）
- 聽從聖母 做謙信、剛強、壯健的人（2024-2025）

## 體育
粵華中學重視體育，視體育為培養學生自信、人格的重要手段，學生在歷年學界體育中取得卓越成績。足球、籃球、游泳、武術及柔道等項目是該校強項，為澳門體育界及代表隊培育大量人才。其中甲組男子足球隊，在2014至2019年，史無前例奪得學界賽六連冠。